# 諾氏南鰍
諾氏南鰍（學名：Schistura nomi）為輻鰭魚綱鯉形目條鰍科南鰍屬的其中一種。分布於亞洲寮國湄公河流域，體長可達4.8公分，棲息在礫石底質河川底層水域，生活習性不明。

## 扩展阅读
維基物種上的相關：諾氏南鰍